# Cristina Parodi Cover
Cristina Parodi Cover è stato un programma televisivo italiano di genere talk show, condotto da Cristina Parodi e trasmesso dal 10 settembre al 3 novembre 2012 su LA7.

## Il programma
La trasmissione ha avuto oggetto questioni molto leggere. Infatti si occupava di moda, gossip e notizie del mondo della spettacolo e della televisione.
Il programma è andato in onda dal lunedì al venerdì dalle ore 17.50 alle 18.25. Il 3 novembre 2012 il programma è stato chiuso per bassi ascolti e la trasmissione Cristina Parodi Live è stata allungata fino alle 16:30.

### Speciale Grey's Anatomy
Il 21 ottobre 2012 Cristina Parodi ha condotto uno speciale della sua trasmissione in prima serata per lanciare l'ottava stagione di Grey's Anatomy, in onda in prima visione su LA7 dal 23 ottobre 2012 sulla stessa rete.